# Kassai repülőtér
A kassai repülőtér (szlovákul Medzinárodné letisko Košice) (IATA: KSC, ICAO: LZKZ) Kassa város nemzetközi repülőtere. Ez a második legnagyobb repülőtér Szlovákiában.

## Fekvése
A városközponttól 6 km-re délre fekvő Bárca (Barca) településrészen. Területe 3,5 km².

## Története
A mai repülőtér 1950 és 1955 között épült. A terminált a 60-as években bővítették. 1973-ban a katonai főiskola megjelenésével megnőtt a repülőtér jelentősége. 1974 és 1977 között bővítették a kifutópályát a jelenlegi 3100 méteresre, korszerűsítették a villamosenergia-ellátást, jobb világítási rendszert építettek. A katonai repülés 2004-ben megszűnt, és ugyan ebben az évben adtak át egy új terminált.
A Wizz Air diszkont légitársaság 2013 szeptemberétől közvetlen járatot üzemeltet a London–Lutoni repülőtérre.

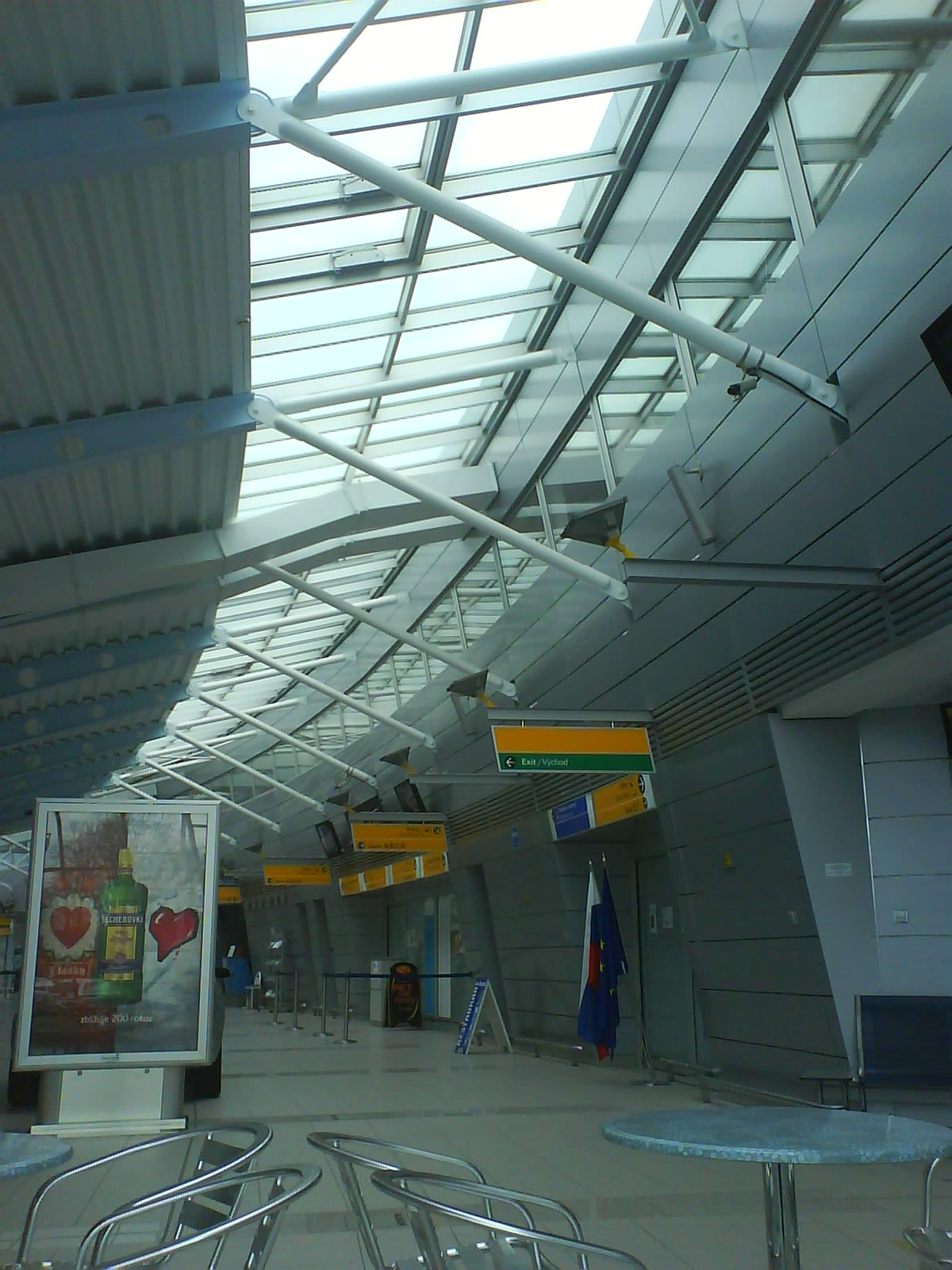
Új terminál

## Légitársaságok, célállomások
| Légitársaság                  | Célállomások |
| ----------------------------- | --- |
| Air Cairo                     | Szezonális charter: Marsza Matrúh |
| Air Horizont                  | Szezonális charter: Thessaloniki |
| Air Montenegro                | Szezonális charter: Podgoricai repülőtér |
| Austrian Airlines             | Bécs-Schwechat |
| Bulgaria Air                  | Szezonális charter: Burgasz, Lamezia Terme |
| Corendon Airlines             | Szezonális charter: Antalya |
| Freebird Airlines             | Szezonális charter: Antalya |
| LOT                           | Varsó-Chopin |
| Ryanair                       | Dublin, Liverpool, London–Stansted, Prága Szezonális: Zára                                                                                            |
| Nesma Airlines                | Szezonális charter: Hurghada |
| Nile Air                      | Szezonális charter: Hurghada |
| SkyAlps                       | Szezonális charter: Brač |
| Smartwings                    | Szezonális: Burgasz, Heraklion, Lárnaka, Palma de Mallorca, Rodosz, Zákinthosz Szezonális charter: Antalya, Hurghada, İzmir, Monasztir, Pátra, Tirana |
| Sky Express                   | Szezonális charter: Heraklion, Rodosz |
| SkyUp                         | Charter: Hurghada |
| Swiss International Air Lines | Zürich |
| Tailwind Airlines             | Szezonális charter: Antalya |
| TUS Airways                   | Szezonális charter: Lárnaka |
| Wizz Air                      | London-Luton |

## Utasforgalmi adatok
Az utasforgalom 2009-ben mintegy 40%-kal csökkent a SkyEurope Airlines kiesése miatt. A legnagyobb légi jármű, amely képes leszállni a repülőtéren a Boeing 767-es, illetve az Airbus A310-es. A repülőtér kapacitása jelenleg maximum 700 000 utas évente és maximum 1000 fő / óra.
| Év   | Utasszám | Változás   | Teher (tonna) |
| ---- | -------- | ---------- | ------------- |
| 2000 | 125 844  | nincs adat | 277           |
| 2001 | 138 083  | +9,7%      | 500           |
| 2002 | 161 827  | +17,2%     | 257           |
| 2003 | 187 716  | +16,0%     | 322           |
| 2004 | 231 410  | +23,3%     | 368           |
| 2005 | 269 885  | +16,6%     | 448           |
| 2006 | 343 818  | +27,4%     | 323           |
| 2007 | 443 448  | +29,0%     | 264           |
| 2008 | 590 919  | +33,3%     | 457           |
| 2009 | 352 460  | −40,4%     | 446           |
| 2010 | 266 858  | −24,3%     | nincs adat    |
| 2011 | 266 143  | −0,3%      | nincs adat    |
| 2012 | 235 754  | −11,4%     | nincs adat    |
| 2013 | 237 165  | +0,6%      | nincs adat    |
| 2014 | 356 750  | +50,4%     | nincs adat    |
| 2015 | 410 400  | +15,0%     | nincs adat    |
| 2016 | 436 696  | +6,4%      | 88            |
| 2017 | 496 708  | +13,7%     | 106           |
| 2018 | 542 026  | +9,1%      | nincs adat    |
| 2019 | 558 064  | +3,0%      | nincs adat    |
| 2020 | 97 382   | -82,5%     | nincs adat    |

| Város   | Repülőtér                       | Heti járatszám (2017) | Légitársaság      |
| ------- | ------------------------------- | --------------------- | ----------------- |
| Prága   | Václav Havel repülőtér          | 16                    | Czech Airlines    |
| Bécs    | Schwechati nemzetközi repülőtér | 10                    | Austrian Airlines |
| Varsó   | Chopin repülőtér                | 10                    | LOT               |
| Pozsony | Pozsonyi repülőtér              | 7                     | Czech Airlines    |
| London  | London–Lutoni repülőtér         | 7                     | Wizz Air          |

## Megközelíthetőség

### Busz
Tömegközlekedéssel a Kassai Városi Közlekedési Vállalat által üzemeltetett 23-as busszal lehet eljutni a repülőtérre, ami a kassai vasút- és buszállomás mellett fekvő Állomás térről indul.

## Balesetek, események
- A repülőtéren tartott szentmisén avatta szentté II. János Pál pápa 1995. július 2-án a kassai vértanúkat: Kőrösi Márkot Pongrácz Istvánt és Grodecz Menyhértet.
- A szlovák légierő An–24-es repülőgépének katasztrófája 2006-ban: 2006. január 19-én a Pristinából Kassára tartó Antonov 24B[5]– fedélzetén 43 fő NATO-misszióból hazatérő katonával – 20 km-rel a repülőtér előtt hegynek ütközött. A balesetet egy katona élte túl.[6]